# 빌리와 용감한 녀석들: 치킨 히어로
《빌리와 용감한 녀석들: 치킨 히어로》(Un gallo con muchos huevos)는 2015년 공개된 멕시코의 애니메이션 영화이다. 《빌리와 용감한 녀석들》, 《빌리와 용감한 녀석들 3D 2》와는 직접적으로 관련이 없으며, 2006년 영화 《Una Película de Huevos》, 2009년 영화 《Otra película de huevos y un pollo》의 속편이다. Huevos 영화 시리즈의 세 번째 영화로, 첫 번째 CG 영화이자 소프트 리부트이다. 이 영화는 Huevocartoon 졸업생인 가브리엘 리바 팔라시오 알라트리스트와 로돌포 리바 팔라시오 알라트리스트가 작성, 제작 및 감독하였다.
원래 스페인어 버전은 브루노 비치르, 마이테 페론이, 오마르 차파로, 니넬 콘데, 카를로스 에스페헬, 세르히오 센델, 그리고 텔레비전 진행자 파쿤도의 목소리가 특징이다.
이 영화는 2015년 8월 20일 멕시코에서 2D 및 3D 극장에서 개봉되었으며, 대차대조표에서 1억 6,780만 페소를 올리며 큰 상업적 성공을 거두었다. 이 영화는 멕시코에서 제작된 애니메이션 영화 중 가장 높은 수익을 올렸으며, 역사상 12위이다.
Pantelion Films는 2015년 9월 4일에 이 영화를 미국에서 원본 스페인어 형식으로 영어 자막과 함께 개봉하였고, 이는 놀라운 박스오피스 성공을 거두었다. 이 영화는 개봉 시기에 대부분 혼합된 리뷰를 받았다.

## 줄거리
틀:Long plot
콘피는 토토가 그의 알 친구들인 윌리, 비비, 그리고 자신을 구출하고, 베이컨인 토시노를 구출한 이야기를 들려준다. 그는 치킨으로 태어나고 나서 수탉으로 성장한다. 그날 밤, 토토는 다이와 함께 시간을 보내면서 사랑을 고백하려 하지만, 그녀의 아버지 돈 폰초가 그들을 방해한다. 곧 이후 토토는 라디오에서 복싱 스타일의 수탉 싸움 경기를 듣게 되며, 챔피언 뱅키보이드가 승리를 주장한다.
다음날, 토토는 "Granjas el Pollon" 농장 전체를 깨우기 위해 울도록 호출되지만 그의 형편없는 기술만을 보여준다. 그룹은 아부엘리타의 고인이 된 남편이 남긴 지불 부족으로 인해 은행에 의해 집이 위험에 처해 있음을 알게 된다. 돈 폰초는 자신의 과거 복싱 경력을 드러내고, 모든 팀은 농장에 내기를 하고 뱅키보이드와 싸우기 위해 테피즈코엘로이로 가야 한다. 한편, 두 마리의 주머니쥐인 틀라쿠아와 쿠아체는 호기심이 많은 담배를 보며 닭을 잡으려 한다.
엘 파드리노 알은 처음에는 폰초가 내기를 잃었다는 이유로 거부한다. 토토와 다이가 팔렌케 아레나를 탐험할 때, 그는 유명한 공작새인 치퀸스를 보고 복싱 기술을 자랑하려고 시도하지만, 그녀는 뱅키보이드의 여자친구로 밝혀진다. 여러 번의 설득 끝에 엘 파드리노는 토토가 돈 폰초 대신 싸워야 한다는 조건으로 내기를 수락한 후 처음에는 거부하지만 결국 용기를 내어 뱅키보이드와 싸우기로 결심한다. 뱅키보이드 소유자 마티아스 "엘 오스쿠로" 히메네스는 "Granjas el Pollon"에 내기를 받고, 이를 수락한다.
팀은 돈 폰초가 마지막 복싱 경기에 대한 이야기를 들려주는 숲으로 여행을 떠난다. 그는 빠르게 움직이는 수탉과 싸웠지만 패배하여 내기를 잃고 은퇴하게 되는 과거를 이야기한다. 팀은 돈 폰초가 토토에게 "싸움"을 하게 하려는 순간, 그러한 "싸움"은 스눕 덕과의 랩 배틀로 밝혀진다. 그러나 이 경기에 진 후, 돈 폰초는 토토에게 실제로 오리와 싸우라고 요청하고, 패틴 패틴의 주목을 끌게 된다. 토토는 카라테 오리와의 싸움에서 처음에는 그를 물리쳤다고 생각하지만, 결국 오리에게 제압을 당해 의식을 잃게 된다.
나중에 토토가 의식을 되찾았을 때, 패틴 패틴이 나타나 돈 폰초의 오리 상대가 그의 아버지임을 밝힌다. 결국, 토토의 낮은 힘을 보고 패틴 패틴은 그를 훈련하기로 한다.
"Granjas"에서, 낙담한 토토는 토시노와 대화하며 패틴 패틴이 그를 격려한다. 이틀 후, 토토는 패틴과 훈련을 시작하고 그의 싸움 능력이 향상되기 시작한다. 그 날 오후, 패틴은 토토에게 수영, 달리기, 비행과 같은 비싸움 기술을 배워야 한다고 말하고, 훈련은 다음 날 계속된다. 지쳐버린 토토는 휴식을 취하며 그의 친구들이 걱정하는 모습을 보여준다. 다음 날, 돈 폰초는 그에게 KO 펀치를 배달하기 전 울부짖는 "전매특허 기술"을 가르친다. 훈련은 계속되고 토토는 비싸움 분야에서도 시간을 두고 발전한다. 한편, 아부엘리타는 손자의 다가오는 수탉 싸움에 대한 통지를 받고, 이를 기억하지 못한다.
나중에, 험준한 산 근처에서 토토는 이전의 오리들이 미드 에어 회피 훈련을 받고 있으며, 치퀸스가 보낸 독수리의 주목을 끈다. 밤이 되자 토토는 자신의 "목소리"를 발견하도록 격려 받고 혼자 남아있게 된다. 그러나 뱅키보이드와의 싸움을 꿈꾸며 토토는 용기를 잃고 아부엘리타가 대신 돈 폰초와 간다. 후회하는 순간, 토토는 "Granjas el Pollon" 농장에 침투한 독수리 군대에 대해 패틴 패틴에게 대들게 된다. 토토와 그의 알 친구들은 저항하고 오리들의 도움을 받아 독수리를 험준한 산으로 몰아가며 협력하여 좁은 틈을 통해 크게 이긴다. 이후, 토토는 용기를 되찾고 팀은 테피즈코엘로이의 팔렌케 아레나로 날아올라 간다.
돈 폰초가 훈련하고 있는 동안, 토토는 그를 대체하려고 현장에 들어가 뱅키보이드와의 경기를 시작하게 된다. 경기는 거친 출발로 시작되며, 토토는 벽에 부딪히게 되고 거의 의식을 잃는다. 이후 그는 다시 튕겨져 나가며 부딪힙니다. 경기가 진행되는 동안 토토는 그의 훈련에서 배운 많은 기술을 활용하게 되고, 11라운드 동안 자신의 싸움 능력을 향상시킨다. 뱅키보이드의 KO 덩크 동작을 피하는 것이 가능해진다. 12라운드에서 뱅키보이드가 지치게 될 무렵, 토토는 그의 "전매특허" 주먹을 기술하게 되는데, 이는 뱅키보이드를 쓰러뜨리기에는 부족하다. 시간이 다가올수록 그의 친구들로부터 많은 격려를 받으며, 토토는 뱅키보이드에게 전력을 다하게 되고, 싸우면서 더욱 더 회피하기 위한 발전을 이룩하게 된다. 결국, 가족과 친구들, 다이에 대한 사랑과 지원을 기억한 토토는 완벽한 수탉 울음소리로 뱅키보이드를 쓰러트리며 승리를 차지한다.
결과적으로, 뱅키보이드는 토토를 축하하고, 마티아스 "엘 오스쿠로" 히메네스는 위조 서류를 가지고 체포되고, 엘 파드리노는 토토에 대한 내기를 이긴다. 독수리 침입 사건에 대해 비비는 치퀸스가 닭을 잃게 하기를 바라며 군대의 지원을 보냈다는 사실을 밝혀내고, 뱅키보이드는 충격과 실망감을 느끼며 그녀를 내보낸다.
"Granjas"로 돌아가자, 전체 헛간은 축하하는 파티를 열고, 농장이 전액 지불되었다는 사실이 드러난다. 토토는 완벽한 울음으로 영화를 마무리한다.
중간 크레딧에서는 틀라쿠아와 쿠아체가 끈으로 오토바이를 막으려 하며 닭을 잡으려 하는 모습을 볼 수 있다. 그들은 오토바이 갱단이 지나가면서 발사된다. 포스트 크레딧에서는 토토가 패틴 패틴에게 도움을 주어 감사하게 되며, 패틴의 아버지가 나타나 악어에서 탈출한 사실을 밝힌다. 두 사람은 그들의 여정을 이야기하며 떠나게 된다.

## 출연진
- 이재범: 빌리
- 이경태: 믹키
- 김민정: 조이
- 김혜성: 블루
- 김성연: 핑키
- 심정민: 알폰조
- 이미나: 엘리자벳
- 박서진: 대부
- 안효민: 썬더
- 강시현: 엄마 닭
- 이인석: 스눕덕
- 정주원: 쿨꽥제이
- 김연우: 휴고

### 스페인어
- 브루노 비치르: 당찬 주인공 토토.
- 안젤리카 발레: 비비, 닭 알과 윌리의 여자친구.
- 오마르 차파로: 패틴 패틴, 머리가 나쁘고, 토토를 복서로 만드는 훈련을 해주는 덕 알.
- 마이테 페론이: 다이, 암탉과 토토의 여자친구.
- 세르히오 센델: 뱅키보이드, 복싱 챔피언 수탉.
- 니넬 콘데: 치퀸스, 유혹적인 흰색 공작과 뱅키보이드의 여자친구.
- 카를로스 에스페헬: 윌리, 닭 알과 전 직업 하사관.
- 파쿤도: 스눕 덕, 랩을 하는 오리.
- 호세 라바트: 돈 폰초, 복서 경력이 있는 수탉으로, 토토가 "목소리"를 찾기 위해 돕는 아버지.
- 루벤 모야: 마티아스 "엘 오스쿠로" 히메네스, 뱅키보이드의 소유자.
- 마리아 앨리스 델가도: 아부엘라
- 움베르토 벨레스: 엘 파드리노
- 가브리엘 리바 팔라시오: 콘피, 카스카론 알.
- 로돌포 리바 팔라시오: 쿠와체 / 시클롭
- 페르난도 메사: 틀라쿠아 / 패토 안피트리온
- 로르데스 모란: 마마 갈리나, 사랑스러운 암탉과 토토의 어머니.
- 킨타로 모리: 패토 쿨 J

### 영어 더빙
- 자카리 고든: 롤로 (토토)
- 앰버 몬타나: 디 (다이)
- 존 헤더: 미키 말라드 (패틴 패틴)
- 앨리슨 스톤: 스위트피 (치퀸스)
- 제이슨 뮤우스: 카니 (콘피)
- 마크 실버맨: 천둥의 할가리 (뱅키보이드)
- 타론 리드: 아나운서
- 안나 브리스빈: 할머니 (아부엘라)
- 가렛 클레이튼: 윌리 (윌리)
- 키스 데이비드: 돈 알폰소 (돈 폰초)
- 트래비스 랜돌 클락: 덕 MC
- 메레디스 오코너: 엄마 닭 (마마 갈리나)
- 레온 토마스 III: 수프 덕
- 올리비아 그레이스: 비비
- 댄 오’데이 맥클리랜: 섀디 슬림 (마티아스 "엘 오스쿠로" 히메네스)

## 제작

### 애니메이션
이 영화는 컴퓨터 애니메이션으로 전체가 애니메이션 처리되었고, 스테레오스코픽 3D로 처리되었으며, 이전 영화들은 2D 애니메이션이었다. 취급 제목은 Una película con mas huevos y un gallo("더 많은 알과 한 마리의 수탉"이라는 영화)이다. 이 영화는 오토데스크 소프트웨어인 샷건과 마야를 사용하여 제작되었다.
CG 포맷으로의 전환은 당시 멕시코 영화 산업에서 제작된 애니메이션 영화가 없어서 전혀 새로운 접근이었다. 이는 매우 어렵고 "시험과 오류의 길"이라고 여겨졌다. 공동 감독이자 작가인 가브리엘은 로돌포에게 전체 CG 애니메이션으로 영화를 만들 것을 제안하면서, 새로운 작가들을 모집하고 7개월 이상의 교육을 거쳐 초기 개발을 시작했다. 가브리엘과 로돌포는 CG 분야에서 초보자였다. "3D로 작업할 때는 렌더라는 프로세스를 거쳐야 하며," 그들은 말했다. "[한번] 조명을 찾고, 카메라를 배치하며 모든 것이 3차원이 되므로, 렌더링을 위해 전송해야 한다. 이는 기본적으로 최종 이미지를 얻기 위해 수천 대의 컴퓨터를 필요로 하는 계산 프로세스이다. 그리고 그 투자로 인해 회사는 위험에 처하게 된다.[...]" 제작자들은 DEL 애니메이션을 방문하여 투자를 요청하였고, 그들이 동의했다. "우리는 약 3년 동안 부채에 시달리고 있습니다. 그들이 우리에게 남겨두었습니다.[...] 그것을 지불할 수 있도록 우리는 지불하고 있다." 제작자들은 주로 미국에 있는 기업들로부터 투자를 찾았고, 제한된 멕시코 측에서도 투자받으면서, 후자는 거대한 CG 시장으로 사용되었다. 그들은 CG를 제작하기로 선택한 이유를 더 많은 마케팅 잠재력에 두었다고 설명하였다. "이 영화는 국제 시장에서 경쟁하기 시작하는 첫 번째 영화입니다. 하지만 드림웍스와 픽사에 발맞추기 위해서는 여전히 많은 자금, 인재, 시간, 교육과 연구가 필요합니다,"라고 가브리엘은 말했다. 이 영화의 닭싸움 주제는 논란을 일으켰지만, 토토의 수탉 캐릭터를 고려하면서 제작진은 이를 복싱 스타일의 스포츠로 묘사하는 방향으로 나아가게 되었다.

### 캐스팅

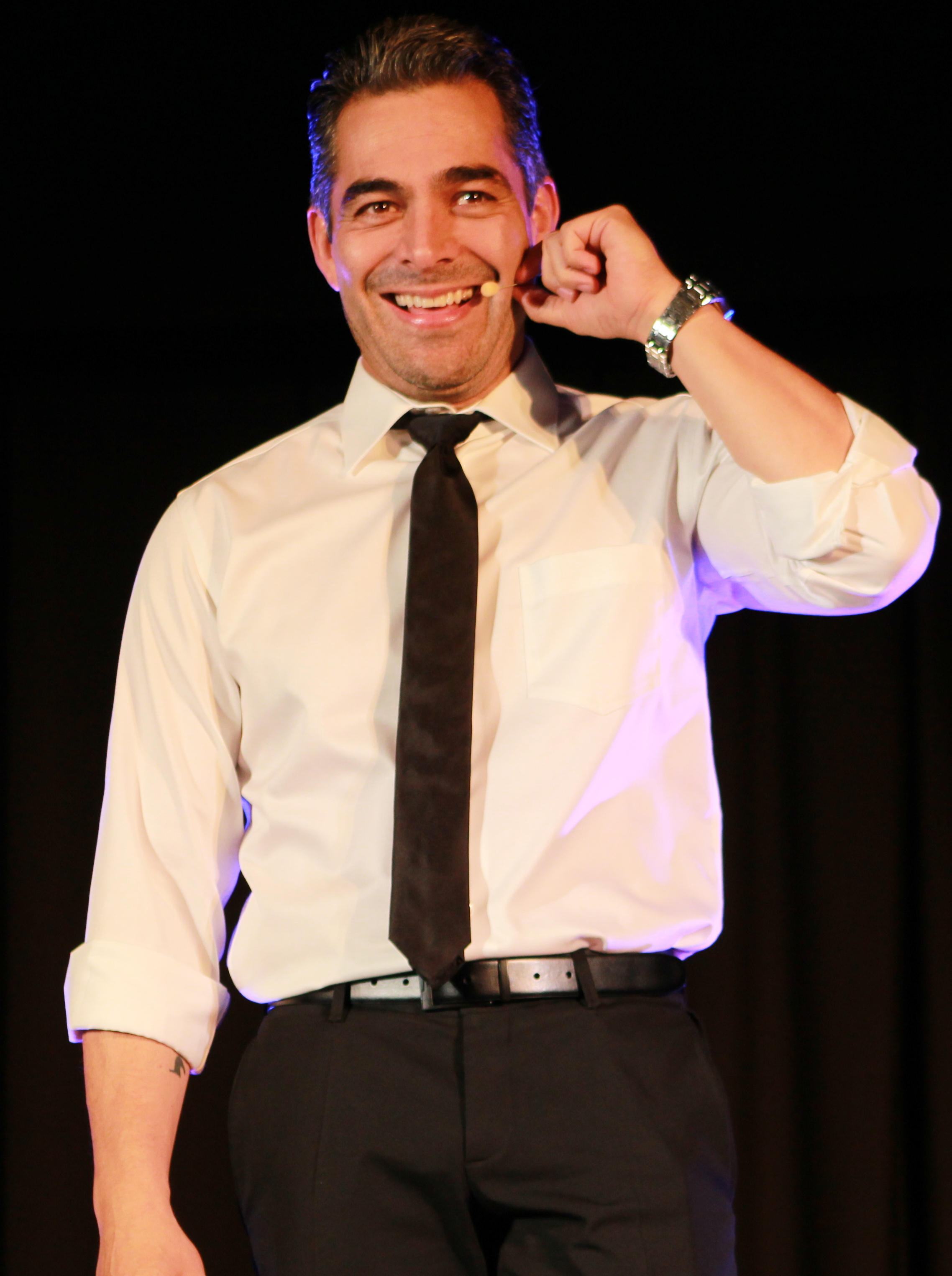
배우 오마르 차파로, 패틴 패틴의 목소리를 연기했다. 그는 영화 개발 전략과 국가적 영향을 칭찬하며 "존경과 박수를 받을 자격이 있다"고 말했다.

원래 스페인어 버전에서는 많은 유명한 멕시코 배우들이 출연하였다. 과거 두 편의 Huevos 영화에서 전체 음성 캐스트가 돌아왔으며, 그들은 각자의 역할을 다시 연기하였다. 여기에는 브루노 비치르, 안젤리카 발레, 카를로스 에스페헬, 움베르토 벨레스, 그리고 Huevocartoon 졸업생들인 가브리엘과 로돌포 리바 팔라시오 알라트리스트가 포함된다. 그들은 신인 마이테 페론이, 세르히오 센델, 니넬 콘데, 파쿤도, 그리고 오마르 차파로와 함께 작업하였다. "우리는 브루노 비치르, 안젤리카 발레, 카를로스 에스페헬과 반복합니다. 그들은 첫 번째 후벼왈카 하면서 귀하의 목소리를 출연하게 해주었습니다. 우리는 이미 친숙하게 된 사람들입니다!,"라고 가브리엘은 말했다.
많은 캐스트 멤버들이 자신의 목소리 연기를 하게 되었다. 치퀸스의 목소리인 니넬 콘데는 "많은 학습과 [...] 상상력을 많이 사용해야 했으며, [닭 캐릭터...]는 아직 존재하지 않았다"고 말했다.
오마르 차파로, 패틴 패틴의 목소리 연주자는 스페인어 더빙 영화에서 이전 녹음 경험이 있었다. 인크레더블 및 쿵푸 팬더 영화에서 스페인어 더빙을 했던 그는 이번 영화를 통해 처음으로 애니메이션 영화에서 원어로 목소리를 연기하게 되었다. 차파로는 영화의 개발 전략과 국가적 영향력을 칭찬하며 "아름다운 이야기 [...] 잘 구조화된 캐릭터가 많다"고 평가했다. 그는 "로돌포와 가브리엘 리바 팔라시오(감독)는 훌륭한 작업을 했다"고 덧붙였다. 더빙과 목소리 연주 간의 차이를 설명하며 그는, "필름들은 완전히 완성된 상태로서, 목소리와 그림들이 완성돼 있었기 때문에 나는 내 말들을 그 캐릭터의 입 모양에 적응해야 했다. 이는 좋은 적당한 어려움이 있었다. 하지만 이제는 스크립트와 나중에 변화시키는 스케치로부터 시작했다. 그렇기 때문에 캐릭터는 내 작업에서 창조되었다." 차파로는 자신의 작업이 "많은 자유와 책임"을 준다고 하며 작업의 의존도로 인해 "많은 에너지와 많은 광기를 부여했다"고 설명했다. 차파로는 이 영화를 "매우 독특한것"과 "완전한 오리지널"이라고 부르며 멕시코에서 제작되었다는 점에 대해 이해하고 있다. "이 기회를 빌어 이 유머를 더빙으로 전달하는 일은 도전이었다"며 "매우 자랑스러웠다"고 말했다. 캐릭터의 정체성에 대해서는 즐거움을 표명하며, 자신의 성격과 사이에 많은 공통점이 있다고 말했다. "그에게 내가 만든 농담을 많이 넣고 즉흥적으로 표현할 수 있는 기회가 많이 있었다"고 덧붙였다.
인터뷰에서 주인공 토토로서의 역할에 대해 브루노 비치르는 자신의 캐릭터와 "완전히 동일함을 느꼈다"고 말했다. 그의 역할에서 무엇을 배웠는지 물어보자, 그는 "큰 주제는 우리가 함께 꿈을 실현하고 선을 위해 싸울 수 있다는 것"이라고 추가하였다.
미국 스페인어 더빙판은 카운터포인트의 제목을 그대로 두고 Huevos: Little Rooster's Egg-cellent Adventure라는 제목으로 개봉하였으며, 오리지널 스페인어 버전이 끝난 후 2주 뒤인 2015년 9월 4일에 제작되었다.

### 음악
스페인 음악가 자카리아스 M. 데 라 리바는 이 영화의 사운드트랙을 작곡하였다. 영화의 오케스트라 공연은 불가리아에서 시작되었다. "Un gallo의 핵심은 우리의 두려움을 겸손과 노력을 통해 극복하는 것과 우정의 가치에 관한 이야기이기 때문에, 음악은 그런 요소들을 반영해야 했다"며 작곡가는 음악 제작 시의 어려움과 "Un gallo은 다르지 않았지만, 정말 재미있었다"고 설명했다.

#### 사운드트랙
영화의 점수 사운드트랙 앨범은 MovieScore Media에서 2015년 9월 5일 디지털로 공개되었으며, 그 해 10월 16일에 물리적 형태로 배포되었다.
| #   | 제목                                       | 재생 시간 |
| --- | ------------------------------------------ | --------- |
| 1.  | 〈League of the Egg Avengers〉             | 3:26      |
| 2.  | 〈Toto the Rooster〉                       | 1:51      |
| 3.  | 〈Start the Fight!〉                       | 3:51      |
| 4.  | 〈Don Poncho〉                             | 1:56      |
| 5.  | 〈It's a Duck!〉                           | 1:44      |
| 6.  | 〈The Arena〉                              | 3:25      |
| 7.  | 〈Eggscent of a Woman〉                    | 1:40      |
| 8.  | 〈Attack of the Vultures〉                 | 4:27      |
| 9.  | 〈The Egg〉                                | 1:43      |
| 10. | 〈Toto Ovowhelmed〉                        | 1:52      |
| 11. | 〈Fight to Win〉                           | 1:34      |
| 12. | 〈Patín Patán〉                            | 4:00      |
| 13. | 〈Entering Bankivoide〉                    | 3:08      |
| 14. | 〈Yes You Can!〉                           | 2:49      |
| 15. | 〈Find Your Inner Yolk〉                   | 3:02      |
| 16. | 〈The Fight〉                              | 5:22      |
| 17. | 〈Toto Lives〉                             | 2:52      |
| 18. | 〈Little Rooster's Egg-Cellent Adventure〉 | 6:39      |

## 발매
이 영화는 2015년 9월 4일 Pantelion Films에 의해 미국 극장에서 개봉되었으며, 395개 극장에서 상영되었다. 다음 주는 616개 극장으로 확대되어, 멕시코 애니메이션 영화가 미국에서 대규모 개봉된 첫 번째 사례가 되었다. 비록 이 영화가 시리즈의 세 번째 영화이지만, 이전 두편은 영어 자막이나 더빙이 없어 미국에서 개봉되지 않았다. "우리는 성취한 품질에 대해 매우 기쁘게 생각합니다."라고 가브리엘 리바는 인터뷰에서 말했다. 그는 또한 이 영화를 미국에서 첫 선을 보일 수 있다는 것이 "꿈이 이루어진 것"이라고 말했다.

### 박스오피스
멕시코에서는 이 영화가 3주 동안 1위를 지켰으며, 첫 주에는 약 56,904,145 페소 (미화 약 3,380,642 달러)를 벌었다. 두 번째 주에는 40% 하락하여 주말에 1,712,867 달러에 달했고, 30% 감소하며 주말 1,198,137 달러를 기록했다. 세 주 동안의 누적 수익은 7,613,968 달러에 달한다.
미국에서는 영화가 9위로 개봉하며 약 340만 달러를 벌었다. 두 번째 주에는 616개 극장으로 늘어났고 41% 감소하여 2,024,134 달러를 기록하였으며, 2주와 관련된 누적 총액은 6,791,486 달러에 달한다.
2016년 4월 18일 기준으로 이 영화는 북미 극장에서 9,080,818 달러, 해외 시장에서 16,161,585 달러를 벌며, 전세계 총액이 25,242,403 달러에 이른다.

### 비평 수용
이 영화는 비평가들로부터 주로 혼합된 평가를 받았으며, 이전 영화들보다 개선된 점과 전체적인 오락성에 대한 찬사를 받았다. 그러나 일부는 성인 유머가 "과감하다"고 여겨져 PG-13 등급을 유발함에 따라 가족 지향적인지에 대한 확신을 갖지 못하였다. 로튼 토마토에서 이 영화는 17개의 리뷰를 기반으로 65%의 승인율을 보유하며 평균 평점은 5.8/10이다. 시네마스코어가 설문조사한 관객들로부터 이 영화는 A+의 희귀한 등급을 받았다.

### 수상
2016년 이 영화는 루미누스 어워드에서 올해의 애니메이션 영화 및 멕시코 영화의 우수 광고 캠페인 부문에서 수상하였다.

## 속편
네 번째 영화는 Un rescate de huevitos (구 Huevitos en fuga)로, 주인공인 토토와 다이가 미숙하게 귀여운 알 아이들을 구출해야 하는 내용을 다룬다. 그들은 수집가에게서 탈취당하고 아프리카로 음식용으로 팔리게 된다. 원래는 2019년에 개봉할 예정이었으나 COVID-19 팬데믹으로 인해 연기되었고, 2021년 8월에 마침내 개봉되었다.
다섯 번째이자 마지막 영화는 Huevitos congelados이며 2022년 12월 14일에 개봉되었다. 토토와 가족이 남극의 아기 북극곰을 재회시키는 내용이다. 미구엘 로다르테가 자신의 첫 목소리 연기를 맡고, 아라트 드 라 토레가 영화의 목소리 팀에 합류하였다.

## 같이 보기
- Una película de huevos
- Otra película de huevos y un pollo
- Marcianos vs. Mexicanos